# Attila Kilvinger
Attila Kilvinger (* 27. März 1977 in Budapest) ist ein ehemaliger ungarischer Leichtathlet, der im Sprint und im Hürdenlauf an den Start ging.

## Sportliche Laufbahn
Erste internationale Erfahrungen sammelte Attila Kilvinger im Jahr 1996, als er bei den Juniorenweltmeisterschaften in Sydney mit 14,43 s im Halbfinale im 110-Meter-Hürdenlauf ausschied. 1999 schied er bei den U23-Europameisterschaften in Göteborg mit 14,17 s in der ersten Runde über 110 m Hürden aus und belegte mit der ungarischen 4-mal-100-Meter-Staffel in 39,73 s den vierten Platz. Im Jahr darauf gewann er mit der 4-mal-400-Meter-Staffel bei den Halleneuropameisterschaften in Gent in 3:09,35 min gemeinsam mit Péter Nyilasi, Zétény Dombi und Tibor Bédi die Bronzemedaille hinter den Teams aus Tschechien und Deutschland. Im September nahm er mit der Staffel an den Olympischen Sommerspielen in Sydney teil und kam dort mit 3:08,777 min nicht über die erste Runde hinaus. 2001 beendete er dann seine aktive sportliche Karriere im Alter von 24 Jahren.
2000 wurde Kilvinger ungarischer Meister im 400-Meter-Lauf im Freien sowie in der Halle und 1997 wurde er Hallenmeister im 60-Meter-Hürdenlauf.

## Persönliche Bestzeiten
- 400 Meter: 45,92 s, 29. Juli 2000 in Budapest
  - 400 Meter (Halle): 47,55 s, 12. Februar 2000 in Budapest
- 110 m Hürden: 13,90 s (−0,9 m/s), 26. Juni 1999 in Budapest
  - 60 m Hürden (Halle): 7,86 s, 9. Februar 1997 in Budapest
- 400 m Hürden: 50,42 s, 10. Juni 2000 in Ljubljana